# Zorile (okręg Konstanca)
Zorile – wieś w Rumunii, w okręgu Konstanca, w gminie Adamclisi. W 2011 roku liczyła 623 mieszkańców.